# 小香玉
小香玉（1965年2月25日—），原名陈百玲，女，汉族，河南郑州人，中国豫剧表演艺术家，一级演员，专攻花旦兼闺门旦、小生，享受国务院政府特殊津贴。豫剧表演艺术家常香玉的孙女（实则无血缘关系）。

## 生平
1965年生于郑州，出身于梨园世家，得到祖母常香玉嫡传。1976年考入郑州市戏曲学校。1980年毕业后分配到郑州市豫剧团，主演《木兰从军》开始走红。1982年获河南省青年戏曲演员一等奖。1985年进入河南大学艺术系学习，1987年毕业后任河南省豫剧团一团团长。

## 作品
代表作有《白蛇传》、《五女拜寿》、《花木兰》、《拷红》等作品。
创办有「小香玉希望艺术学校」，「北京小香玉农民工子女艺术培训计划」以培养艺术人才。
2004年，常香玉大师亲笔签名，因陈百玲违背承诺、不传承常派豫剧，因此收回“小香玉”艺名。由于此“收回”不具备法律效力，陈百玲依然使用“小香玉”艺名至今。

## 头衔
- 中国戏剧家协会会员
- 全国青联委员
- 山西省政协委员
- 中国文艺人才研究学会会员
- 郑州大学中文系艺术顾问[1]

## 荣誉
- 1988年，全国豫剧大赛“香玉杯”一等奖
- 1989年，全国豫剧电视大奖赛第一名
- 1993年，第十届中国戏剧梅花奖
- 1998年，全国十大杰出青年
- 2000年，中国希望工程贡献奖
- 2007年，金鸡奖最佳女配角奖（《鸡犬不宁》）